# Gmina Ferdinandovac
Gmina Ferdinandovac (chorw. Općina Ferdinandovac) – gmina w Chorwacji, w żupanii kopriwnicko-kriżewczyńskiej. W 2011 roku liczyła  1750 mieszkańców.